# Урайський міський округ
Ура́йський міський округ (рос. Урайский городской округ) — адміністративна одиниця Ханти-Мансійського автономного округу Російської Федерації.
Адміністративний центр та єдиний населений пункт — місто Урай.

## Населення
Населення міського округу становить 40477 осіб (2018; 39457 у 2010, 38872 у 2002).